# Gnophos signata
Gnophos signata là một loài bướm đêm trong họ Geometridae.